# Darkspace
Darkspace — блэк-метал/эмбиент группа из города Берн, Швейцария.

## История группы
О группе известно довольно мало. Darkspace была образована в 1999 году в Берне как сторонний проект Тобиаса Мёкла (Tobias Möckl) из Paysage d'Hiver. В Darkspace Мёкл выступает под псевдонимом Wroth, двое других музыкантов известны по сценическим именам как Zorgh и Zhaaral. С момента основания были выпущены один демо- и четыре полноформатных альбома. В 2002 году был записан демо-альбом, позже получивший название Dark Space −1. В 2003 году был выпущен Dark Space I, а через два года, в 2005 — Dark Space II. В 2006 году оба альбома были переизданы на лейбле Avantgarde Music. В 2008 году вышел третий альбом — Dark Space III.
12 февраля 2011 года Darkspace объявили о выпуске нового EP под названием Minus One, который представляет собой перезапись и микширование их демо-альбома Dark Space −1 (2002). В 2012 году он был выпущен на виниле и на компакт-диске с тиснением под разворотом, 6 и 12 июня соответственно.
Darkspace объявили о выпуске четвертого альбома сообщением, закодированным азбукой Морзе. Оно гласило, что альбом выйдет в сентябре 2014 года. 8 августа название альбома, обложка и дата выпуска были подтверждены лейблом группы. Dark Space III I вышел 6 сентября.
Darkspace несколько раз успешно выступали с концертами, выделяясь оригинальным корпспэинтом и сценическими костюмами. Во время концертов барабанные партии исполняются исключительно драм-машиной.
В 2019 году группу покинула бас-гитаристка и бэк-вокалистка Zorgh. C 2020 года она занимается собственным проектом, Apokryphon.

## Музыка
Для большинства композиций Darkspace характерны быстрый темп и очень низкий и насыщенный гитарный звук с включениями фоновых клавиш. Часто используются семплы и диалоги из фильмов на космические темы, таких как: «Космическая одиссея 2001 года» Стэнли Кубрика, «Князь тьмы» Джона Карпентера и «Сквозь горизонт» Пола Андерсона. Вокал кричащий, часто без слов. В целом музыка Darkspace довольно тяжела для восприятия неподготовленным слушателем.
Все композиции Darkspace носят название «Dark» плюс номер альбома и сквозной порядковый номер трека в общем исчислении. Например, композиция Dark 1.7 — седьмая (и последняя) с первого альбома, а Dark 2.8 — первая со второго. На демо композиции носят названия Dark −1.−1 и Dark −1.0.

## Стиль и влияние
В отличие от многих других представителей жанра творчество Darkspace не носит мизантропической направленности и целиком посвящено теме космоса. Считаются основателями подстиля блэк-метала — Space (или Cosmic) black metal. Space black metal выделяется эпическими глубокими падами, создающими иллюзию путешествия в холодный космос на фоне разворачивающихся в нем грандиозных событий. В остальном жанр очень похож на симбиоз Industrial black metal и Ambient black metal. Некоторые индблэк-металлисты (Industrial black metal), такие как Gorgonea Prima, подхватили это направление и также частично или полностью направили своё творчество в сторону космоса. В настоящий момент в стиле Space black metal играют такие проекты, как Alrakis, Midnight Odyssey, Aton, Astral Monolith, Mesarthim, Thanatonaut и другие.

## Состав группы
- Wroth — гитара, вокал
- Zhaaral — гитара, вокал
- YHS—Bass

## Бывшие участники
- Zorgh — бас-гитара, вокал

## Дискография
| Дата релиза | Название             |
| 2002        | Dark Space −I (Демо) |
| 2003 (2006) | Dark Space I         |
| 2005 (2006) | Dark Space II        |
| 2008        | Dark Space III       |
| 2014        | Dark Space III I     |
| 2024        | Dark Space -II       |